# Never Let Me Go (Florence and the Machine)
Never Let Me Go è un singolo del gruppo musicale britannico Florence and the Machine, il terzo estratto dal secondo album in studio Ceremonials e pubblicato il 2 aprile 2012.

## Descrizione
I Florence and the Machine presentarono in anteprima Never Let Me Go con altre due canzoni dell'album, Spectrum e Heartlines, al New York's Creators Project il 15 ottobre 2011, due settimane prima della pubblicazione di Ceremonials. Island Records ha pubblicato Never Let Me Go, come quarto singolo estratto dall'album, il 2 aprile 2012 e, con la versione Clams Casino Remix, lo ha immesso nella versione limitata "Limited 12" vinyl single".

## Video musicale
Il video musicale è stato girato su una pista di ghiaccio e vede la partecipazione dell'attore Jamie Campbell Bower, che accompagna i movimenti di Florence Welch.

## Tracce
Digital download
1. Never Let Me Go - 4:31

Limited 12" vinyl single
1. Never Let Me Go – 4:34
2. Never Let Me Go (Clams Casino Remix) – 4:14